# 就学猶予と就学免除
就学猶予（しゅうがくゆうよ）及び就学免除（しゅうがくめんじょ）とは、市町村（特別区を含む。以下同じ。）教育委員会が学齢期の子の保護者に対し、その子を学校に就学させる義務（就学義務）を猶予又は免除することである。日本では学校教育法第18条がこれを定める。

## 概要
就学猶予及び就学免除の適用を受けるのは、病弱、発育不完全その他やむを得ない事由のために就学困難と認められる子の保護者である（学校教育法第18条）。
「その他やむを得ない事由」については、文部科学省がホームページで下記のとおり例示している。
- 児童生徒の失踪
- 帰国児童生徒の日本語の能力が養われるまでの一定期間、適当な機関で日本語の教育を受ける等日本語の能力を養うのに適当と認められる措置が講ぜられている場合
- 重国籍者が家庭事情等から客観的に将来外国の国籍を選択する可能性が強いと認められ、かつ、他に教育を受ける機会が確保されていると認められる事由があるとき
- 低出生体重児等であって、市町村の教育委員会が、当該児童生徒の教育上及び医学上の見地等の総合的な観点から、小学校及び特別支援学校への就学を猶予又は免除することが適当と判断する場合

1979年（昭和54年）4月1日に養護学校が義務教育になる前、日本では、本人および保護者の意思に関わらず、多くの障害児の保護者に対して就学猶予や就学免除の適用がされていた。これらは、教育を受けさせる義務の猶予あるいは免除であって、教育を受ける権利に直接的な影響を生じさせるわけではない。しかし、障害児のための学習環境の整備が遅れていたため、実際には、ある程度重度の障害児本人および保護者が学校教育を受けることを希望しても、ほとんどの場合で入学が認められなかった。現代社会においては、特別支援学校の整備が進んだこともあり、このような強制的な適用が行われるのは、比較的少数になりつつあるが、子供の教育を受ける権利や学習権の拡充を図る立場からは、さらに適用数の減少を図るべきだという意見もある。またこのような理由で過去に就学免除になった事のある学齢超過者に対して、特別支援学校などに入学して初等教育や中等教育を行う事を許可する例も見られる。
なお、1984年（昭和59年）の国籍法の改正により、日本の国籍を有する重国籍者の学齢児童生徒の保護者は義務教育を受けさせる義務を負うことになり、該当の保護者が子をインターナショナル・スクールに通学させる場合に就学猶予又は就学免除の手続きが必要になった。
近年、超低体重児（超未熟児、超早産児）の救命率の増加により、本来なら数ヵ月ほど誕生が遅いはずだった児童が、十分に学校教育を受けられる状態まで発達しないまま入学時期を迎えるケースが増えている。こういった児童に対して就学猶予を望む声もあり、文部科学省でもホームページに就学猶予・就学免除のその他の一例として低出生体重児等について明示した。
なお、就学免除ではなく就学猶予が許可された場合でも、満15歳に達した日の学年（通常中学3年の学年）が修了した時点で就学義務は消滅する。
中学校卒業程度認定試験は、就学免除や就学猶予の許可を受けており、中学校等に在学していなかった者を対象として創設された制度である。
就学猶予・免除者数は養護学校義務化を契機として、1970年度は21283人であったものが1980年度は2593人に落ち込み、その後も減少を続けて1991年度には過去最低の1205人となったが、重国籍者がインターナショナル・スクールに通学する場合手続きが必要になったことから徐々に増加し、2010年度は3682人（速報値）と最低期の3倍になっている。なお、就学猶予者数は過去最低だった1991年度が936人、2010年度が1656人（速報値）と、あまり大きな変化はないが、就学免除者数の方は、過去最低だった1987年度が178人、2010年度が2026人（速報値）と、11倍に増加している（ - エクセル）。
統計上、就学猶予・免除の理由には「盲・弱視」、「聾・難聴」、「肢体不自由」、「病弱・虚弱」、「知的障害」、「児童自立支援施設又は少年院にいるため」、「その他」の7種類があるが、ほとんどが「その他」であり、「児童自立支援施設又は少年院にいるため」が1割未満、それ以外はごくわずかである。
都道府県によって適用数は非常に大きく異なり、就学猶予・免除ともにゼロの県もある（）。
就学猶予・免除を受けた場合、学齢期に達してからも幼稚園・保育所の設置者の判断により在籍できる場合があり、新聞報道でも実例が確認できるが、国勢調査の統計表では7歳以上の幼稚園・保育園在籍者がまったくゼロになっている。
戦前は困窮を理由とした就学猶予・免除も行われていたが、国民学校設置後は廃止された。
また、日本では、民法820条によって、親権者が子の監護及び教育をする義務が規定されているため、児童生徒本人の意思で、就学猶予及び就学免除を行政に申請できない法体系になっている。

## 日本国外の例
諸外国では、児童の発達に合わせて、基準年齢から入学を遅らせて就学猶予と同等の措置を行ったり、逆に基準年齢から入学を早めたりする場合もある。